# Coffee Date
Coffee Date – powstała niezależnie amerykańska komedia filmowa z 2006 roku. Oryginalnie, w 2001 r. reżyser Stewart Wade zrealizował siedemnastominutowy krótki metraż o tym samym tytule, materiał ten postanowiono jednak rozszerzyć do rangi produkcji pełnometrażowej – tak powstał niniejszy projekt, którego linia fabularna niczym nie różni się od treści pierwowzoru.
Film Coffee Date zaprezentowano podczas licznych festiwali filmowych.

## Opis fabuły
Todd umawia się na randkę w ciemno z homoseksualistą Kellym. Spotyka się z nim w kawiarni i ze zdumieniem odkrywa, że ten – pomimo żeńskiego imienia – jest mężczyzną. Okazuje się, że randka z gejem została zaaranżowana przez brata-dowcipnisia Todda, Barry'ego. Żart obraca się przeciw niemu; Todd i Kelly decydują zemścić się na Barrym i w tym celu zaczynają udawać, że są parą. Na nieszczęście Todda, jego rodzina i bliscy rzeczywiście biorą go za osobę homoseksualną.
Już wkrótce Todd ma odkryć jednak swoją prawdziwą seksualność.

## Obsada
- Jonathan Bray – Todd
- Wilson Cruz – Kelly
- Jonathan Silverman – Barry
- Sally Kirkland – pani Muller
- Elaine Hendrix – Bonnie
- Joanne Baron – pani Orsini
- Debbie Gibson – Melissa
- Jason Stuart – Clayton
- Judy Dixon – Ann
- Lisa Ann Walter – Sara
- Margot Boecker – Lisa
- Maggie Wagner – Trudy
- Ian Fisher – Ian
- Spero Stamboulis – striptizer